# Nathan Roberts
Nathan Roberts es un personaje ficticio de la exitosa serie de televisión australiana Home and Away, interpretado por el actor David Dixon de 1993 a 1994 y por Craig Ball en el 2002.  

## Biografía
Nathan llegó por primera vez a la bahía en 1993 diciéndole a su madre que había cambiado, ahora ya liberado de sus antecedentes penales Nathan trató de hacer un esfuerzo para adaptarse a su nueva vida, poco después comenzó a competir con el problemático Tug O'Neale por el trabajo como conserje de la escuela Summer Bay High, al final Nathan obtuvo el trabajo después de que el director de la escuela, Donald Fisher descubriera que Tug había estado saboteando a Nathan.
Sin embargo Nathan comenzó a mostrar su lado oscuro de nuevo cuando comenzó a oponerse a la relación de Tug y Sarah Thompson, poco después ocasionó que Luke Cunningham dejara la escuela.
Más tarde comenzó a llevar a su hermano, Damian por mal camino, cosa que no le causó mucha gracia a Michael Ross, el padre adoptivo de Damina. Las cosas comenzaron a mejorar pero cuando Nathan robó una matrícula escolar de la oficina de Don las cosas comenzaron a desmoronarse, ya que después de realizar algunas investigaciones se descubrió que Nathan había sido el culpable de robar el dinero y fue enviado a la cárcel.
En el 2002 Nathan fue liberado y se mudó con su hermana, Finlay Roberts. Sin embargo las cosas no empezaron a ir bien y Finlay decidió llamar a su madre quien después de hablar con sus hijos adoptivos aceptó a Nathan de nuevo en su casa. Nathan esperó a su madre en la parade de autobús por un largo tiempo, cuando Irene llegó le dijo que había tardado ya que estaba ayudando a Will Smith y a Gypsy Nash a prepararse para su boda cosa que molestó a Nathan. Todos se fueron a la boda y Nathan se quedó sólo en la casa, cuando Irene, Hayley y Nick Smith regresaron descubrieron un cuadro roto en el suelo, pero nunca supieron si Nathan había sido el culpable.
A su llegada comenzó a tener problemas con Nick ya que  antes de irse Will le había prometido a su hermano que él se quedaría con su cuarto, sin embargo Nathan se quedó con él, la relación no mejoró cuando Nick se comió la comida de Nathan, cosa que causó tensión entre ambos, sin embargo lograron superar sus problemas y pronto se hicieron amigos, las cosas comenzaron a ir bien pero cuando Nathan descubrió que Colleen Stewart estaba hablando mal de él a sus espaldas perdió la paciencia.
Tratando de hacer que su hijo volviera a tener una vida normal, Irene logró que Leah Patterson le diera un trabajo como mesero en el Diner, sin embargo Colleen empezó a meterse en donde no debía y les contó a todos que Nathan era un exconvicto por lo que los clientes dejaron de ir. Sin tener otra opción, Leah despidió a Nathan y este comenzó a beber de nuevo.
Frustrado por la situación terminó robando el auto de Alf Stewart, pero cuando huía vio el accidente de autobús donde se encontraban atrapados Nick, Donald, Sebastian Miller, Jade Sutherland, entre otros, Nathan fue a rescatarlos y logró sacarl a Nick antes de que el autobús explotara y esta acción le ganó el respeto de todos y fue considerado como un héroe.
En el hospital mientras Nick se recuperada, se hizo amigo de una enfermera irlandesa llamada Grace, poco después Nathan consiguió un trabajo con Alf, sin embargo cuando Grace obtuvo un trabajo fuera de la bahía Nathan decidió irse con ella.